# 月桂酸银
月桂酸银是一种化合物，化学式为C11H23AgO2。它可由硝酸银和月桂酸钠反应得到。它和(DACH)PtI2在氯仿中反应，可以得到二月桂酸DACH合铂（DACH=1,2-二氨基环己烷）。它和硫脲在聚乙烯吡咯烷酮存在下反应，可以得到纳米硫化银。